# Ordem do Elefante
A Ordem do Elefante ou Ordem do Elefante Branco (em dinamarquês Elefantordenen ou Den Hvide Elefants orden) é a mais alta e a mais antiga condecoração do Reino da Dinamarca e uma das mais antigas da Europa. Foi instituída, presume-se, em 1457 pelo rei Cristiano I da Dinamarca, e os seus estatutos foram aceites e confirmados pelo Papa Sixto IV no ano de 1474. Os seus estatutos foram, mais tarde modificados pelo rei Cristiano IV no dia 1º de dezembro de 1693, e mais tarde, em 1808 e 1958. Em 1958, passou a ser a concedida também às mulheres. Esta última modificação deve-se ao fato do rei Frederico IX da Dinamarca, pai da atual rainha da Dinamarca, não ter filhos varões para lhe suceder ao Trono.
É entregue normalmente a membros da família real e outras famílias reais e chefes de Estado; desde 1580 foram nomeados 800 cavaleiros da ordem, entre eles o industrial e filantropo Mærsk Mc-Kinney Møller, o Dr. professor em energia atómica Niels Bohr, o General Eisenhower, Sir Winston Churchill e D. Pedro II do Brasil.

## A origem

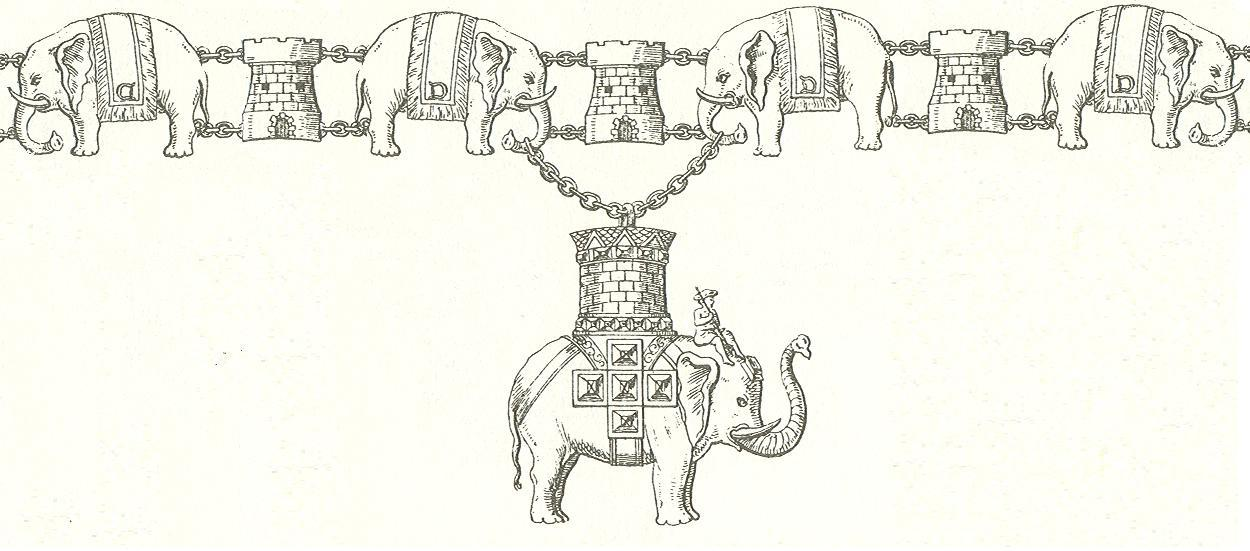
O colar da Ordem do Elefante

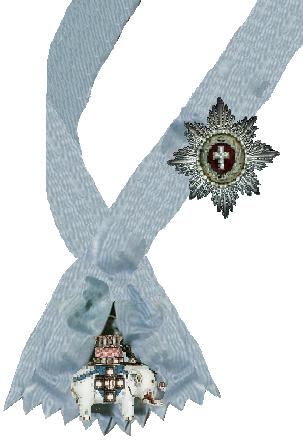
Colar da Ordem do Elefante

Curiosamente esta ordem está relacionada com Portugal e sua história, segundo revela uma pesquisa histórica recentemente levada a cabo pela professora em história da Universidade da Califórnia, Patricia Seed.
Como resultado de laços de família entre a corte da Dinamarca e da família de D. Filipa de Lencastre, mãe do Infante D. Henrique, este mantinha boas relações com o na altura rei da Dinamarca, Cristiano I. Estas relações eram a tal ponto tão estreitas e de interesse comum, que excepcionalmente sabe-se que foi permitido a nobres dinamarqueses estarem presentes nas caravelas portuguesas, durante viagens de reconhecimento pelas costas do norte de África. De fato, também portugueses viajaram em navios dinamarqueses e caravelas portuguesas fizeram parte de frotas que viajaram pelos mares do norte da Europa, aportando às costas do Canadá, Groenlândia, Islândia e Terra Nova. João Vaz Corte Real, foi um deles.
O fato de a Ordem do Elefante estar relacionada com Portugal, deve-se a um acontecimento trágico numas destas viagens pelas costas de África, quando um nobre dinamarquês de nome "Valarte" morreu em 1447 no local hoje conhecido por Senegal. Este nobre, não se sabe se por interesse pessoal ou com instruções do rei Cristiano, estava bastante interessado em "conhecer" os elefantes e talvez igualmente tomar posse das presas destes, o que na altura já adquirira bastante valor.
Foi presumivelmente em homenagem a esta personalidade, que o rei Cristiano I da Dinamarca, por altura da inauguração da Capela dos Três Reis Magos da Catedral de Roskilde, instituiu a Ordem, 10 anos mais tarde.
O elefante, símbolo da Ordem, tem sido modificado no decorrer dos anos, mas tem mantido sempre a figura de um africano "mouro" com turbante e uma lança, montado sobre o elefante.
O mote da Ordem é Magnanimi Pretium (Latim: O prêmio de grandeza).